# Pulovice

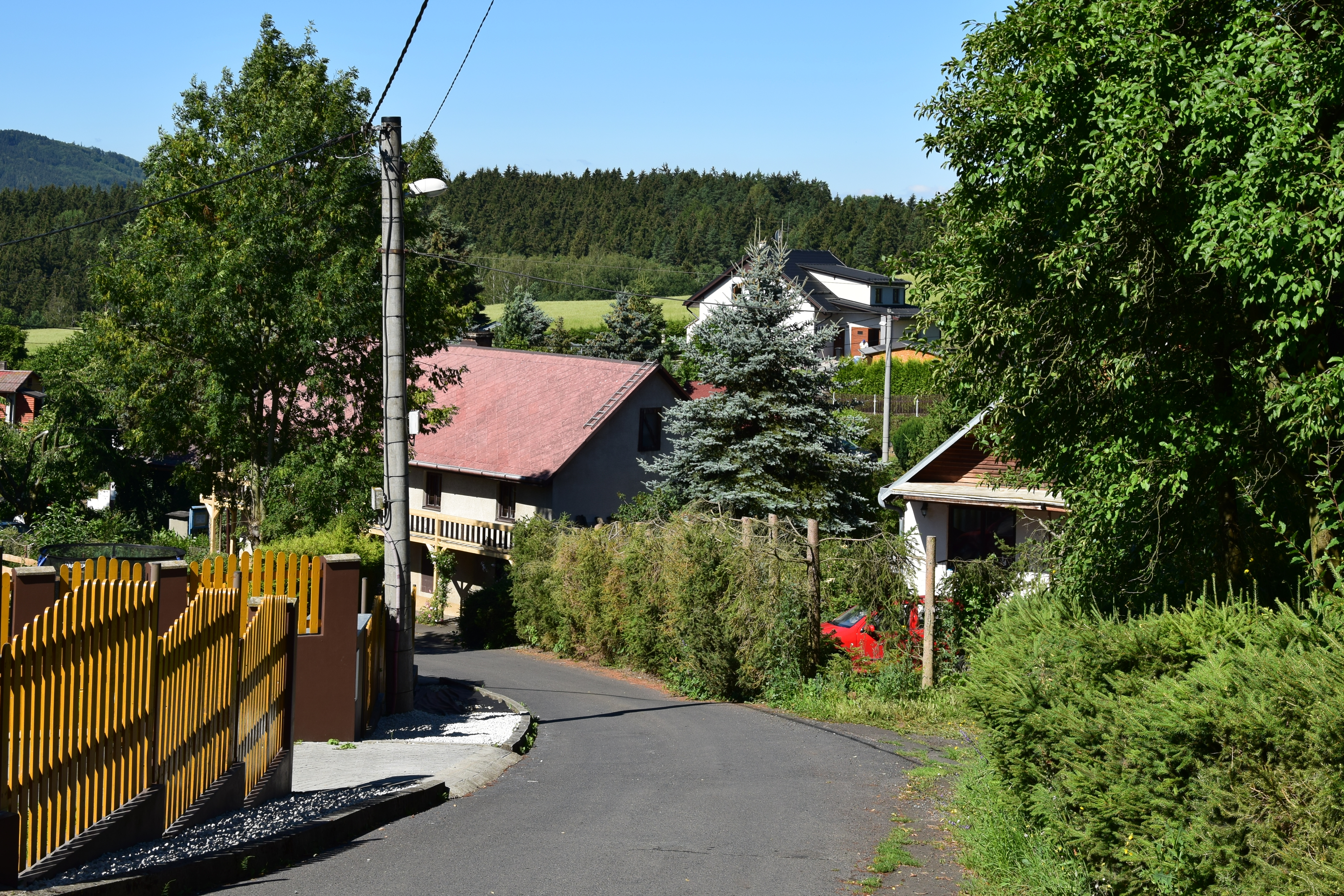
Ortszentrum

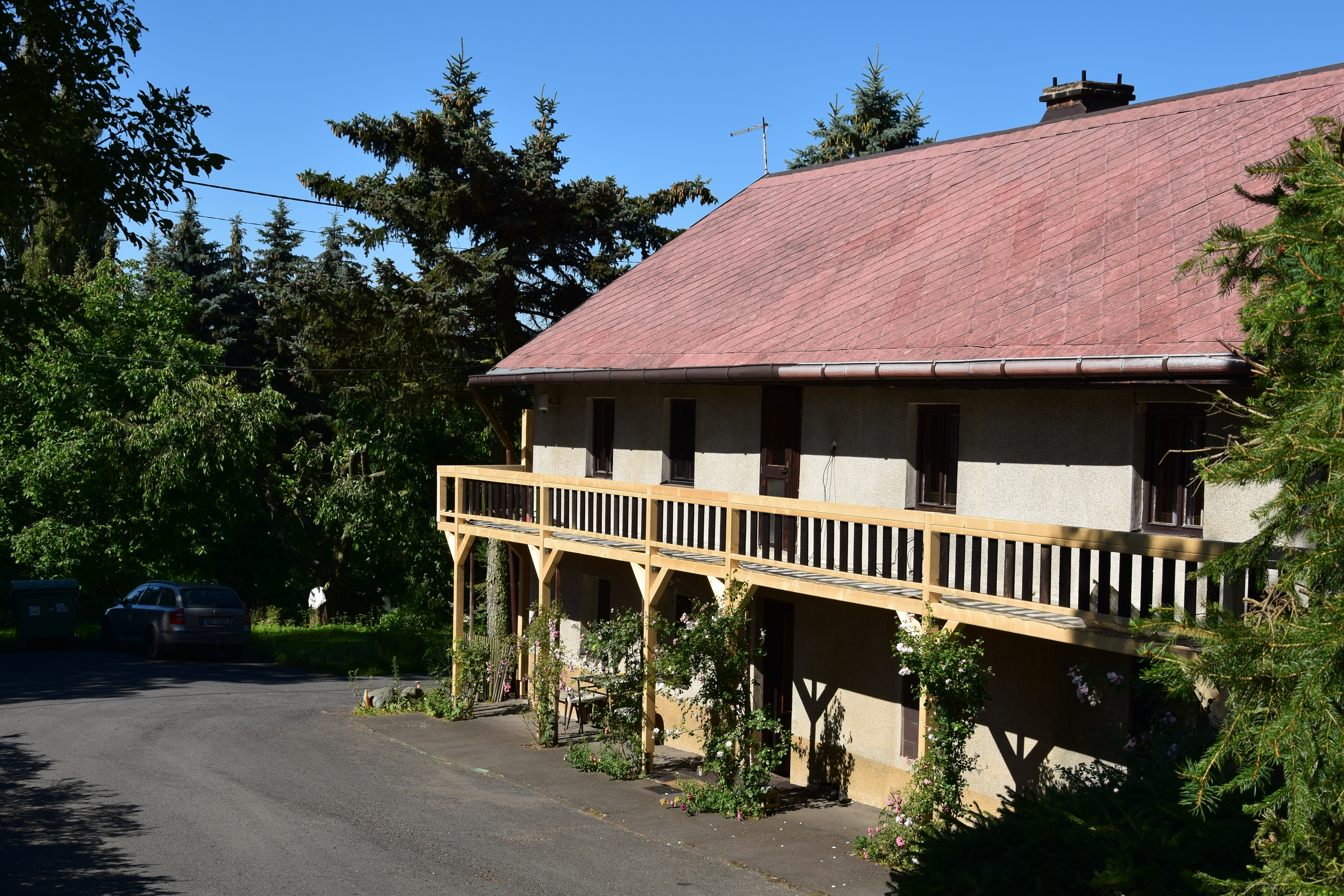
Haus am Rückhaltebecken

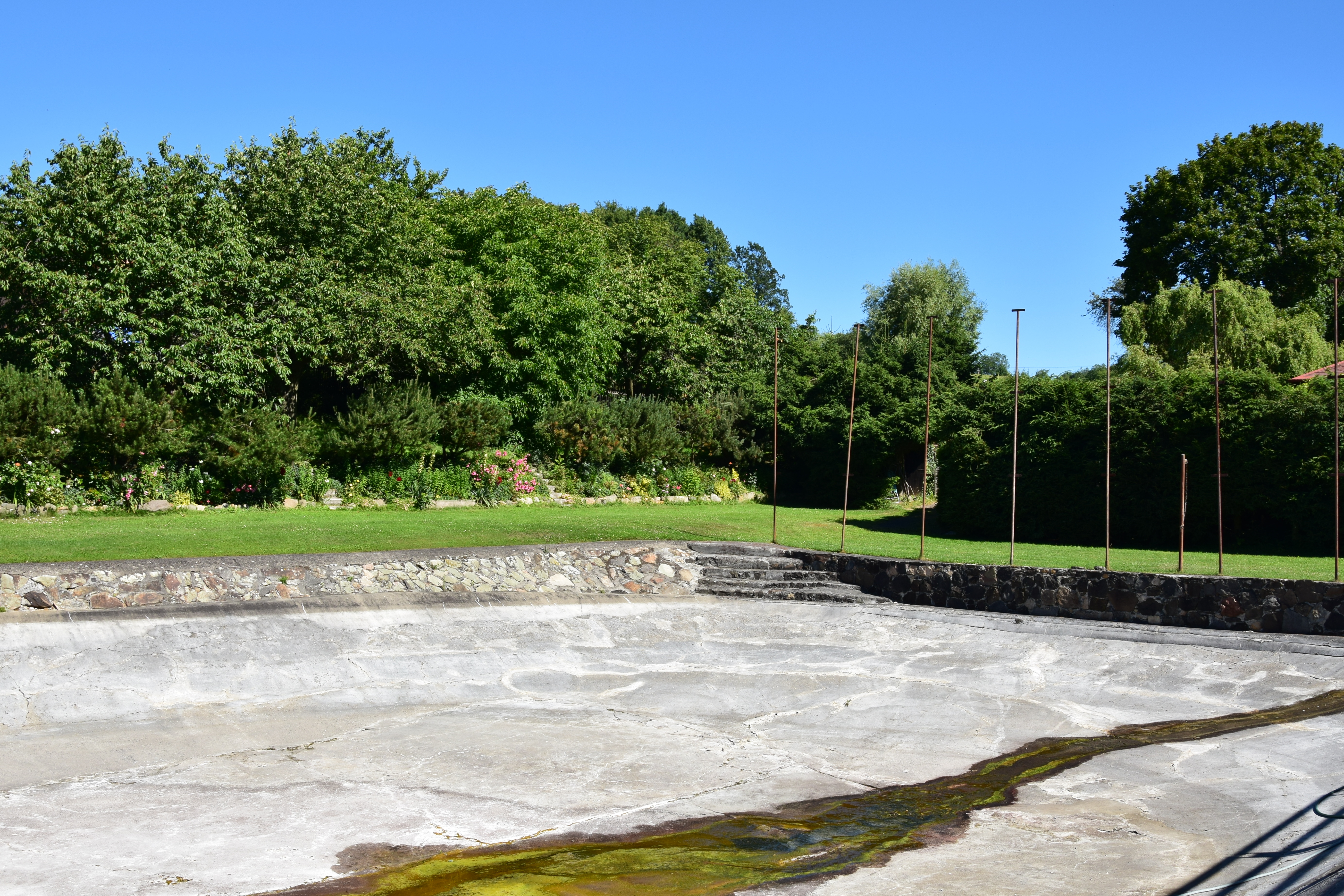
Rückhaltebecken

Pulovice (deutsch Pullwitz) ist ein Ortsteil der Gemeinde Šemnice (Schömitz) in Tschechien. Er liegt sieben Kilometer nordöstlich von Karlovy Vary und gehört zum Okres Karlovy Vary.

## Geographie
Pulovice befindet sich linksseitig über dem Egertal in der Karlovarská vrchovina. Nördlich erhebt sich der Pulovický vrch (512 m. n.m.), im Nordosten der Studený vrch (Kalteberg; 569 m. n.m.), östlich der Na Pastvinách (516 m. n.m.), im Westen die Tokaniště (482 m. n.m.) sowie nordwestlich der Lysý vrch (Steinhübel; 512 m. n.m.).
Nachbarorte sind Stráň (Elm) im Norden, Radošov (Rodisfort) im Nordosten, Nová Kyselka (Rittersgrün) im Osten, Dubina (Eichenhof) und U mostu (Egerbrück) im Südosten, Sedlečko (Satteles) im Süden, Muzikov, Hubertus und Drahovice (Drahowitz) im Südwesten, Všeborovice (Schobrowitz), Dalovice (Dallwitz) und Vysoká (Hohendorf) im Westen sowie Lesov (Lessau) und Bor (Haid) im Nordwesten.

## Geschichte
Seit dem Beginn des 13. Jahrhunderts gehörte die Gegend um Schömitz zu den Besitzungen des Zisterzienserklosters Ossegg. 1434 entzog König Sigismund das Gebiet dem Kloster und verpfändete es zusammen mit den Herrschaften Elbogen, Engelsburg und Schlackenwerth seinem Kanzler Kaspar Schlick, der es der Herrschaft Engelsburg zuschlug. Die erste schriftliche Erwähnung von Pulovice erfolgte im Jahre 1523. Nach dem Dreißigjährigen Krieg wurde die Herrschaft Engelsburg als konfiszierter Besitz des Leonhard Colonna von Fels 1622 an Hermann Czernin von Chudenitz verkauft. In dieser Zeit wurde Engelsburg an die Herrschaft Gießhübel angeschlossen. 1829 trat Johann Anton Hladik die Herrschaft Gießhübel gemeinschaftlich seiner Tochter Antonia und dem Schwiegersohn Wilhelm von Neuberg ab.
Im Jahre 1845 bestand das im Elbogener Kreis gelegene Dorf Pullwitz, früher auch Polwitz genannt, aus 24 Häusern mit 162 deutschsprachigen Einwohnern. Pfarrort war Haid. Bis zur Mitte des 19. Jahrhunderts blieb Pullwitz der Herrschaft Gießhübel untertänig.
Nach der Aufhebung der Patrimonialherrschaften bildete Pullwitz / Pulvice ab 1849 einen Ortsteil der Gemeinde Elm im Gerichtsbezirk Karlsbad. Ab 1868 gehörte Satteles zum Bezirk Karlsbad. Im Jahre 1869 bestand das Dorf aus 25 Häusern und hatte 181 Einwohner.
Zum Ende des 19. Jahrhunderts löste sich Pullwitz von Elm los und bildete eine eigene Gemeinde. Im Jahre 1900 hatte Pullwitz 167 Einwohner, 1910 waren es 186. Nach dem Ersten Weltkrieg zerfiel der Vielvölkerstaat Österreich-Ungarn, die Gemeinde wurde 1918 Teil der neu gebildeten Tschechoslowakischen Republik. Beim Zensus von 1921 lebten in den 27 Häusern von Pullwitz 176 Deutsche. Der tschechische Name Pulovice wurde 1924 eingeführt. 1930 bestand das Dorf aus 27 Häusern und hatte 156 Einwohner. Nach dem Münchner Abkommen wurde Satteles 1938 dem Deutschen Reich zugeschlagen und gehörte bis 1945 zum Landkreis Karlsbad. Im Jahre 1939 hatte die Gemeinde 152 Einwohner. Nach dem Ende des Zweiten Weltkrieges kam Pulovice zur wiedererrichteten Tschechoslowakei zurück. Nach der Aussiedlung der deutschen Bewohner wurde das Dorf nur schwach mit Tschechen wiederbesiedelt. Zwischen 1946 und 1960 gehörte Pulovice zum Okres Karlovy Vary-okolí. 1950 lebten in den 22 Häusern von Pulovice nur noch 42 Personen. Im selben Jahr erfolgte die Eingemeindung nach Šemnice. Im Zuge der Gemeindegebietsreform von 1960 wurde das Dorf dem Okres Karlovy Vary zugeordnet. Ein Großteil der neuen Bewohner zog wieder fort, 1961 hatte das Dorf nur noch 20 Einwohner. Beim Zensus von 1991 bestand Pulovice aus 7 Häusern und hatte 9 Einwohner. Im Jahre 2001 lebten in den 8 Häusern des Ortsteils 22 Personen. Pulovice ist nach der Einwohnerzahl der kleinste Ortsteil der Gemeinde Šemnice.

## Ortsgliederung
Der Ortsteil Pulovice bildet einen Katastralbezirk.

## Sehenswürdigkeiten
- Feldkapelle des hl. Hubertus, nordwestlich des Dorfes unter drei mächtigen Linden am ehemaligen Feldweg nach Bor. Die Nischenkapelle wurde 1866 anstelle einer älteren Kapelle oder eines Wegkreuzes errichtet. Die Kapelle verfiel nach dem Zweiten Weltkrieg und wurde schließlich abgebrochen. Im Jahre 2014 erfolgte der Bau einer neuen Kapelle, das Bildnis des hl. Hubertus schuf der Maler Petr Malecký.[5]

## Ehemalige Bauwerke
- Kapelle auf dem Dorfplatz, das Bauwerk aus dem 18. Jahrhundert hatte einen rechteckigen Grundriss von 4 × 5,1 m sowie ein Türmchen. Sie wurde wahrscheinlich 1958 durch die JZD abgebrochen.[6]